# 小行星3011
小行星3011（3011 Chongqing）是小行星帶的一個小行星，由南京紫金山天文台发现，命名为“重庆”。發現時間為1978年11月26日。暫時的代號為"1978 WM14"。